# Dolina Ploskaja
Dolina Ploskaja (Transkription von russisch Долина Плоская ‚Ebenes Tal‘) ist ein Tal im Mac-Robertson-Land. In den Prince Charles Mountains liegt es auf der Nordwestseite des Pardoe Peak im westlichen Teil des Massivs von Mount Menzies.
Russische Wissenschaftler benannten es.